# Finn ortodox egyház
A finn ortodox egyház a konstantinápolyi ortodox egyházhoz tartozó autonóm ortodox egyház. Finnország két államegyházának egyike.